# Grano cotto
Il grano cotto (i cicce cutte in dialetto lucerino, u grn cutt in dialetto foggiano, e anim d l murt in dialetto lucano) è un dolce tipico della Daunia, in particolare delle città di Foggia e Lucera, diffuso anche a Canosa di Puglia (BT) e a Lavello. Viene preparato mescolando assieme grano bollito, mosto cotto, chicchi di melagrana, noci, scaglie di cioccolato fondente e cannella. Alcune ricette prevedono anche l'aggiunta di uva passa e canditi, anche cedro candido, limone e un pizzico di sale. 
Il dolce è legato alla Commemorazione dei defunti, tant'è che a Foggia e Lucera viene anche chiamato Grano dei morti o Anima dei morti nei paesi lucani menzionati.
La pietanza ha una ricca simbologia, legata alla morte, alla rinascita e alla vita dopo la morte, derivante probabilmente dalla cultura saracena o greco-bizantina.